# Santa Cruz, Tlapacoyan
Santa Cruz är en ort i Mexiko.   Den ligger i kommunen Tlapacoyan och delstaten Veracruz, i den sydöstra delen av landet, 210 km öster om huvudstaden Mexico City. Santa Cruz ligger 547 meter över havet och antalet invånare är 585.
Terrängen runt Santa Cruz är lite bergig. Runt Santa Cruz är det ganska tätbefolkat, med 93 invånare per kvadratkilometer. Närmaste större samhälle är Tlapacoyan, 2,9 km norr om Santa Cruz. I omgivningarna runt Santa Cruz växer i huvudsak städsegrön lövskog.